# 무토 가네요시
무토 가네요시(일본어: 武藤 金義: 1916년 8월 18일 - 1945년 7월 24일)는 일본의 해군 군인이다. 전사로 특진하여 최종 계급 중위. 중일전쟁, 태평양 전쟁에 함재기 조종사로 종군했다.